# Trentino Volley

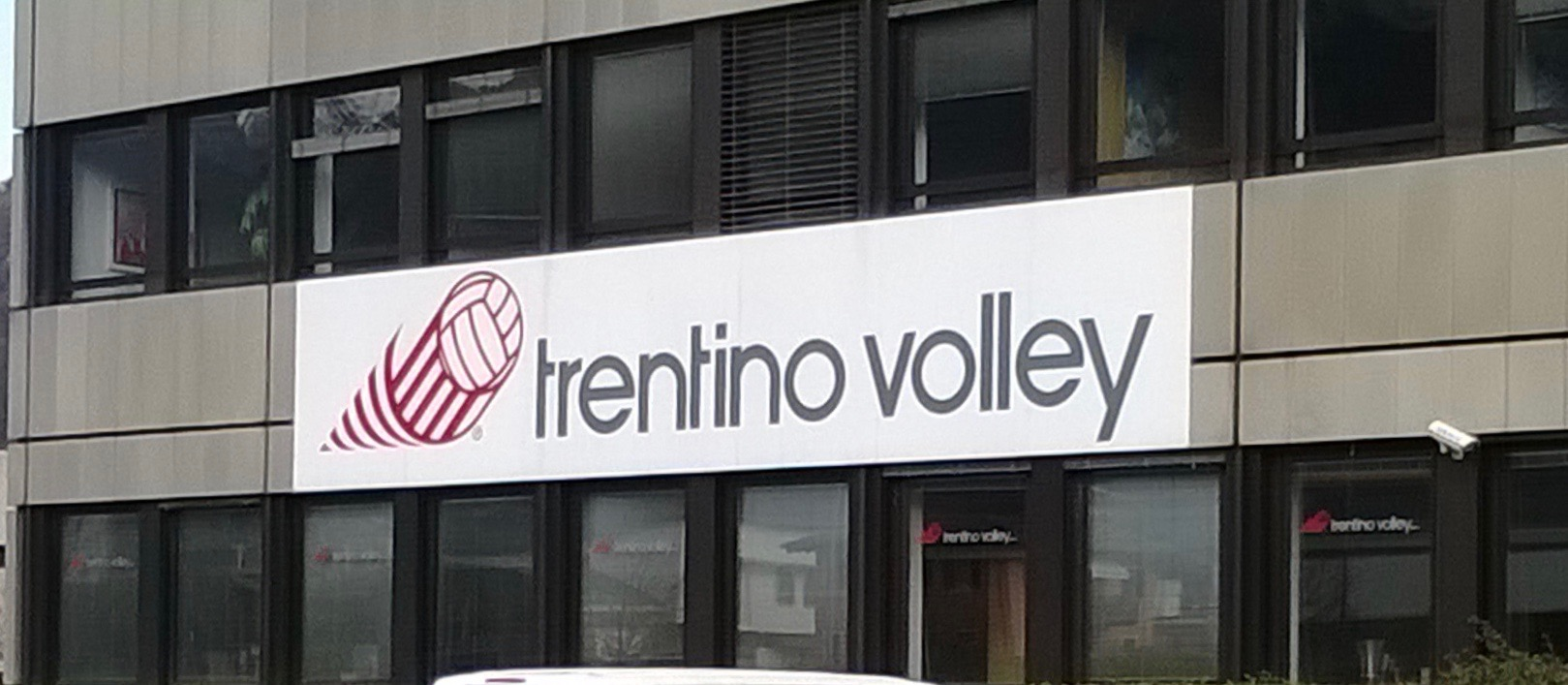

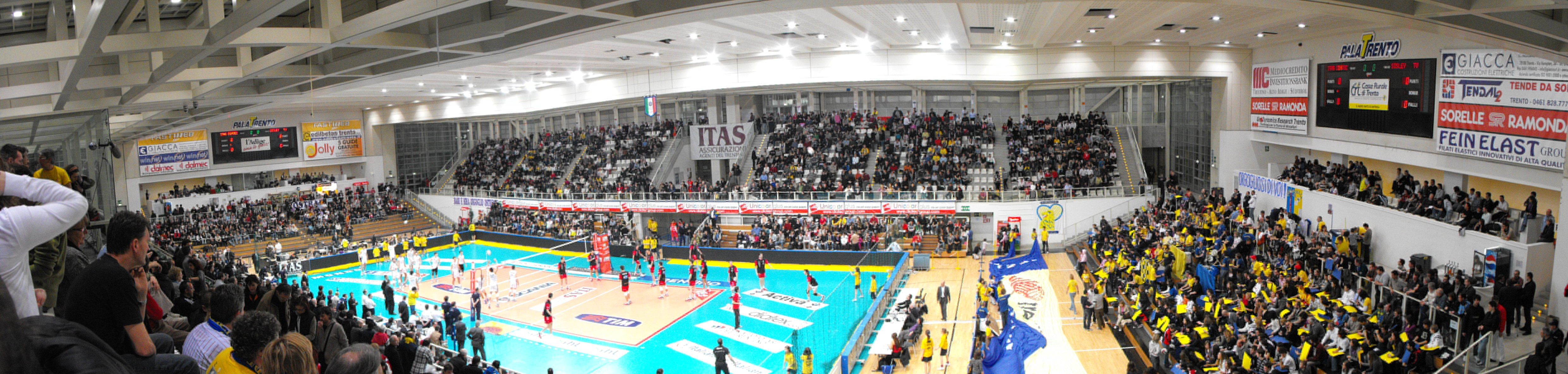
Arena Trento od wewnątrz

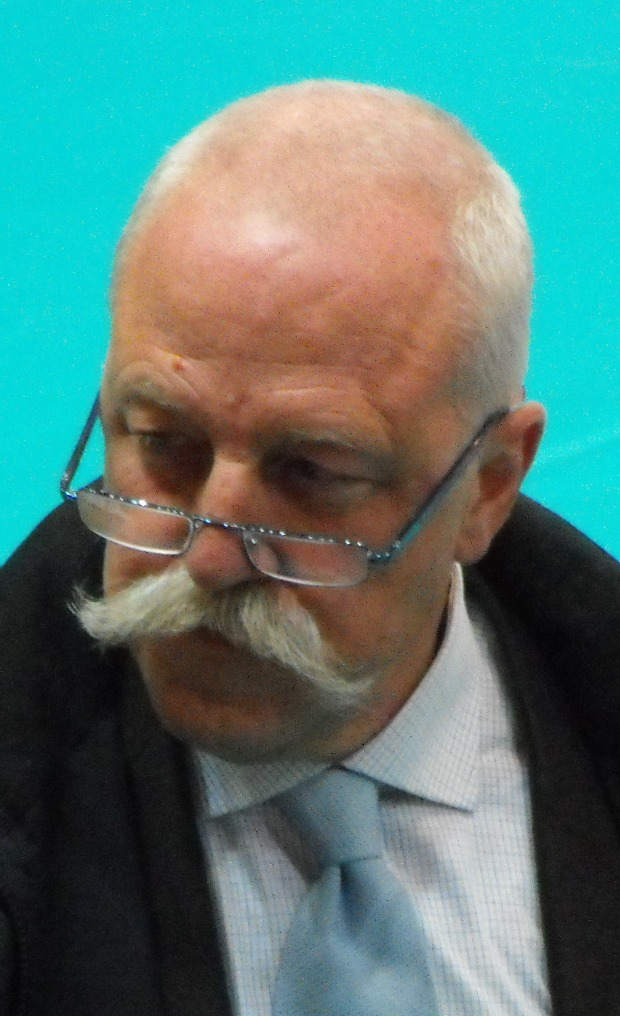
Diego Mosna prezes klubu Trentino Volley od 2000 roku

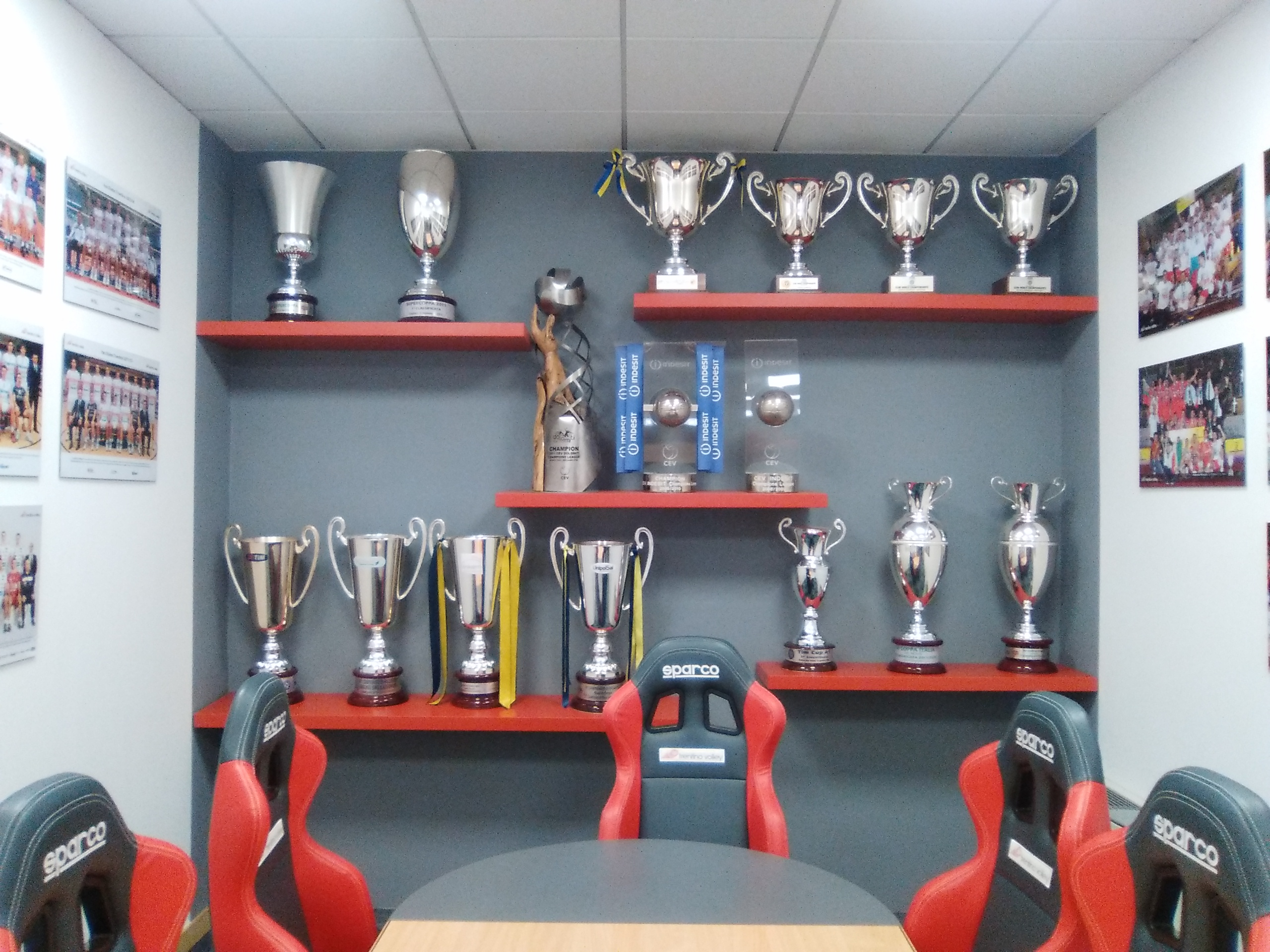
Trofea Trentino Volley

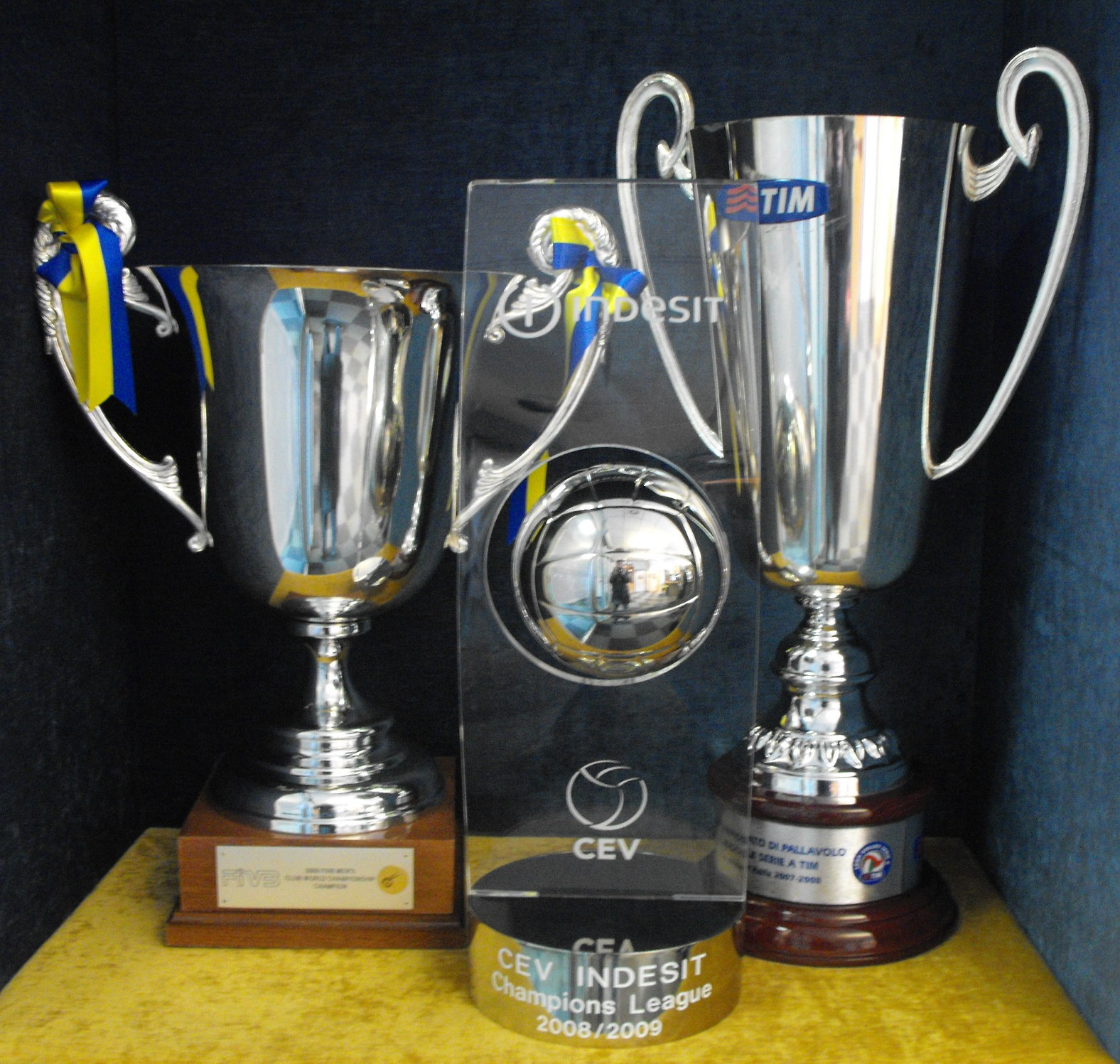
Trofea Trentino Volley

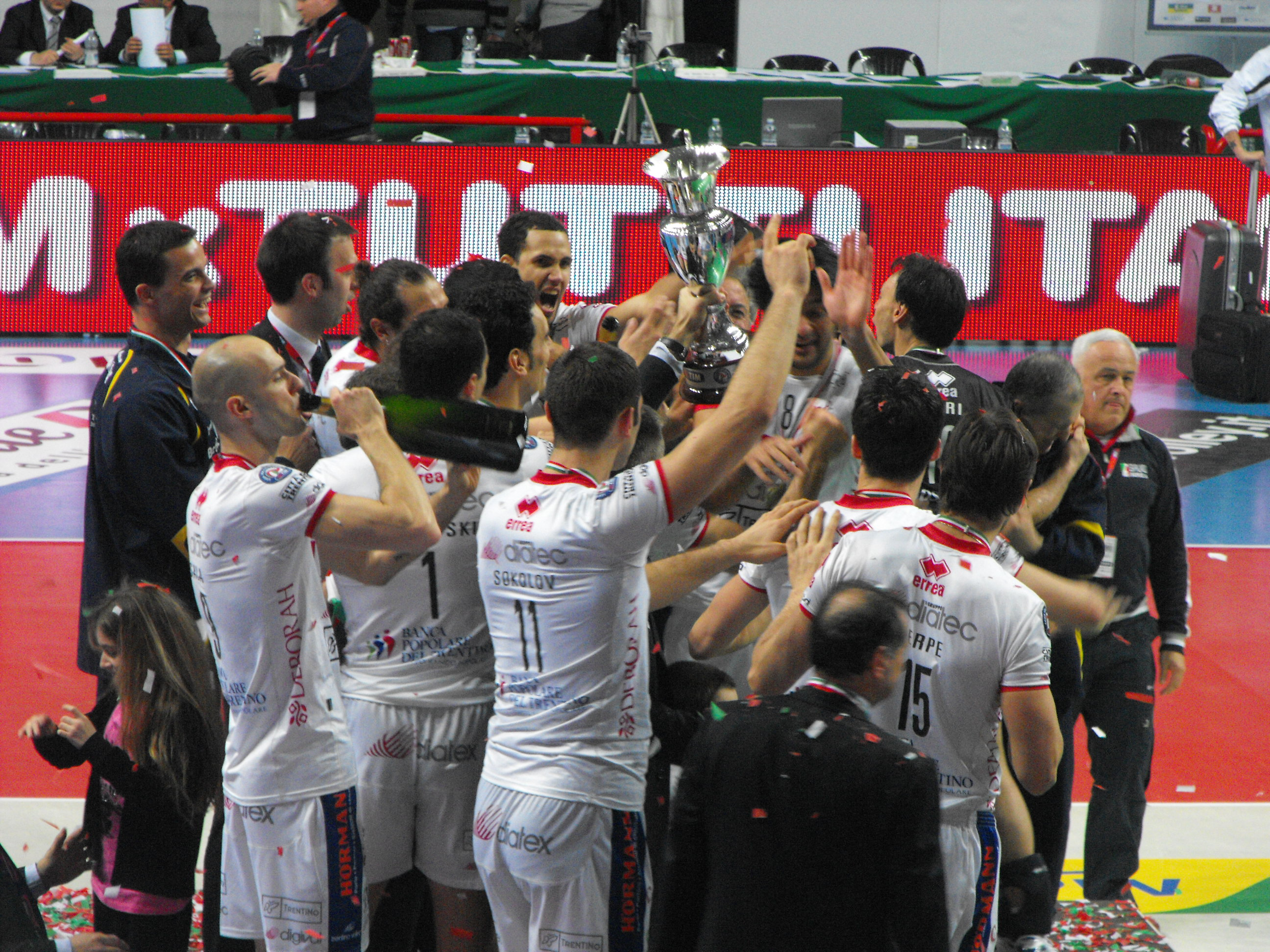
Trentino BetClic po zdobyciu Pucharu Włoch w 2010 roku

Trentino Volley – włoski męski klub siatkarski, występujący w Serie A1 – najwyższej klasie rozgrywek ligowych we Włoszech, założony w 2000 roku z siedzibą w Trydencie.
W sezonie 2007/2008 barwy klubu reprezentowali dwaj Polacy – Michał Winiarski i Jakub Bednaruk, zaś w sezonach 2008/2009–2011/2012 w drużynie grał reprezentant Polski Łukasz Żygadło, który w sezonie 2014/2015 ponownie reprezentował barwy włoskiego klubu.
W sezonie 2012/2013 drużyna występuje w rozgrywkach krajowych pod nazwą Itas Diatec Trentino zaś w rozgrywkach międzynarodowych pod nazwą Trentino Diatec. Następnie nastąpił słabszy okres w historii klubu spowodowany wycofaniem się sponsorów zwłaszcza firmy Itas. Od sezonu 2014/2015 Trentino zaczęło wracać na zwycięski tor, czego efektem było zdobycia mistrzostwa Włoch i występ w finale pucharu CEV. Została także zmieniona nazwa na Energy T.I. Diatec Trentino.
5 listopada 2023 roku klub z Trydentu rozegrał swój oficjalny tysięczny mecz w swojej ponad dwudziestoletniej historii. W tym czasie wygrał 693 z 999 meczów rozegranych, gdzie we własnej hali 361 a na 332 na wyjeździe. Najczęstszym wynikiem było zwycięstwo 3:0, osiągnięte 362 razy. Najczęstszą porażką było 1:3 (118 razy). Wynik, który wystąpił najmniej razy, to porażka w trzech setach (89 razy).
24 stycznia 2024 roku przed spotkaniem 16. kolejki Itasu Trentino z Allianzem Milano we włoskiej Serie A. Zespół z Trydentu postanowił uhonorować swojego byłego przyjmującego Mateja Kazijskiego, a obecnie zawodnika ekipy gości poprzez zastrzeżenie numeru 1 na koszulce. Podczas uroczystości wręczono symboliczny sztandar, który od lutego zawisł pod dachem hali IIl T Quotidiano Arena w Trydencie. 

## Nazwy klubu[3]
- 2000-2001 Itas Gruppo Diatec Trentino
- 2001-2002 Itas Diatec Trentino
- 2002-2003 Itas Grundig Trentino
- 2003-2013 Itas Diatec Trentino
- 2004-2011 Trentino BetClic
- 2011-2012 Trentino PlanetWin365[4]
- 2013-2014 Diatec Trentino
- 2014-2015 Energy T.i. Diatec Trentino[5]
- 2015-2018 Diatec Trentino
- 2018- Itas Trentino[6]

## Bilans sezon po sezonie
| Sezon     | Rozgrywki ligowe | Rozgrywki ligowe | Puchar Włoch | Europejskie puchary | Europejskie puchary   |
| Sezon     | Poziom           | Miejsce          | Puchar Włoch | Rozgrywki klubowe   | Osiągnięcie           |
| --------- | ---------------- | ---------------- | ------------ | ------------------- | --------------------- |
| 2000/2001 | Serie A1         | 10. miejsce      |              |                     |                       |
| 2001/2002 | Serie A1         | 9. miejsce       | półfinał     |                     |                       |
| 2002/2003 | Serie A1         | 7. miejsce       | ćwierćfinał  |                     |                       |
| 2003/2004 | Serie A1         | 3. miejsce       | ćwierćfinał  |                     |                       |
| 2004/2005 | Serie A1         | 8. miejsce       | ćwierćfinał  | Puchar Top Teams    | faza kwalifikacyjna   |
| 2004/2005 | Serie A1         | 8. miejsce       | ćwierćfinał  | Puchar CEV          | 1/8 finału            |
| 2005/2006 | Serie A1         | 4. miejsce       | półfinał     |                     |                       |
| 2006/2007 | Serie A1         | 8. miejsce       |              |                     |                       |
| 2007/2008 | Serie A1         | 1. miejsce       | ćwierćfinał  |                     |                       |
| 2008/2009 | Serie A1         | 2. miejsce       | ćwierćfinał  | Liga Mistrzów       | 1. miejsce            |
| 2009/2010 | Serie A1         | 2. miejsce       | 1. miejsce   | Liga Mistrzów       | 1. miejsce            |
| 2010/2011 | Serie A1         | 1. miejsce       | 2. miejsce   | Liga Mistrzów       | 1. miejsce            |
| 2011/2012 | Serie A1         | 2. miejsce       | 1. miejsce   | Liga Mistrzów       | 3. miejsce            |
| 2012/2013 | Serie A1         | 1. miejsce       | 1. miejsce   | Liga Mistrzów       | runda 12              |
| 2013/2014 | Serie A1         | 5. miejsce       | półfinał     | Liga Mistrzów       | runda 6               |
| 2014/2015 | Serie A1         | 1. miejsce       | 2. miejsce   | Puchar CEV          | 2. miejsce            |
| 2015/2016 | Serie A1         | 4. miejsce       | 2. miejsce   | Liga Mistrzów       | 2. miejsce            |
| 2016/2017 | Serie A1         | 2. miejsce       | 2. miejsce   | Puchar CEV          | 2. miejsce            |
| 2017/2018 | Serie A1         | 4. miejsce       | półfinał     | Liga Mistrzów       | 1/6 finału            |
| 2018/2019 | Serie A1         | 3. miejsce       | półfinał     | Puchar CEV          | 1. miejsce            |
| 2019/2020 | Serie A1         | —                | półfinał     | Liga Mistrzów       | awans do ćwierćfinału |
| 2020/2021 | Serie A1         | 3. miejsce       | półfinał     | Liga Mistrzów       | 2. miejsce            |
| 2021/2022 | Serie A1         | 3. miejsce       | 2. miejsce   | Liga Mistrzów       | 2. miejsce            |
| 2022/2023 | Serie A1         | 1. miejsce       | 2. miejsce   | Liga Mistrzów       | ćwierćfinał           |
| 2023/2024 | Serie A1         | 4. miejsce       | półfinał     | Liga Mistrzów       | 1. miejsce            |
| 2024/2025 | Serie A1         | 1. miejsce       | półfinał     | Puchar CEV          | półfinał              |

Poziom rozgrywek:
     pierwszy, najwyższy ogólnokrajowy
     drugi
     trzeci
     czwarty
     piąty
- rozgrywki Serie A1 w sezonie 2019/2020 zostały przerwane z powodu rozprzestrzenia się koronawirusa we Włoszech

## Sukcesy
Mistrzostwo Włoch:
- 1. miejsce (Scudetto) (6x): 2007/2008, 2010/2011, 2012/2013, 2014/2015, 2022/2023[7], 2024/2025[8]
- 2. miejsce (4x): 2008/2009, 2009/2010, 2011/2012, 2016/2017

 Puchar Włoch:
- 1. miejsce (3x): 2009/2010, 2011/2012, 2012/2013

 Superpuchar Włoch:
- 1. miejsce (3x): 2011, 2013, 2021

 Liga Mistrzów:
- 1. miejsce (4x): 2008/2009, 2009/2010, 2010/2011, 2023/2024[9]
- 2. miejsce (3x): 2015/2016, 2020/2021, 2021/2022
- 3. miejsce (1x): 2011/2012

 Klubowe Mistrzostwa Świata:
- 1. miejsce (5x): 2009, 2010, 2011, 2012, 2018
- 2. miejsce (2x): 2022[10], 2024[11]
- 3. miejsce (3x): 2013, 2016, 2021

 Puchar CEV:
- 1. miejsce (1x): 2018/2019
- 2. miejsce (2x): 2014/2015, 2016/2017

## Zawodnicy

### Polacy w zespole
| Lata gry            | Imię i nazwisko  |
| ------------------- | ---------------- |
| 2006-2009           | Michał Winiarski |
| 2007-2008           | Jakub Bednaruk   |
| 2008-2012 2014-2015 | Łukasz Żygadło   |

## Trenerzy
| Lata                   | Imię i nazwisko   |
| ---------------------- | ----------------- |
| 2000-2003              | Bruno Bagnoli     |
| 2003-2005 (do 03.2005) | Silvano Prandi    |
| 2005 (od 03.2005)      | Andrea Burattini  |
| 2005-2007              | Radamés Lattari   |
| 2007-2013              | Radostin Stojczew |
| 2013-2014              | Roberto Serniotti |
| 2014-2016              | Radostin Stojczew |
| 2016-2023              | Angelo Lorenzetti |
| 2023-2025              | Fabio Soli        |
| 2025-                  | Marcelo Méndez    |

## Kadra

### Sezon 2025/2026[14]
| Nr                     | Imię i nazwisko          | Data ur. | Wzrost | Pozycja      |
| ---------------------- | ------------------------ | -------- | ------ | ------------ |
| 2                      | Alessandro Bristot       | 2005     | 194    | przyjmujący  |
| 3                      | Nicola Pesaresi          | 1991     | 190    | libero       |
| 5                      | Alessandro Michieletto   | 2001     | 211    | przyjmujący  |
| 6                      | Riccardo Sbertoli        | 1998     | 190    | rozgrywający |
| 10                     | Gabriel Garcia Fernández | 1999     | 196    | atakujący    |
| 13                     | Gabriele Laurenzano      | 2003     | 176    | libero       |
| 15                     | Daniele Lavia            | 1999     | 200    | przyjmujący  |
| 22                     | Bela Bartha              | 2000     | 206    | środkowy     |
| 23                     | Flávio Gualberto         | 1993     | 200    | środkowy     |
| 25                     | Alessandro Acquarone     | 1999     | 183    | rozgrywający |
| Potwierdzone transfery |                          |          |        |              |
|                        | Théo Faure               | 1999     | 202    | atakujący    |
|                        | Jordi Ramón Ferragut     | 1999     | 194    | przyjmujący  |
|                        | Simon Torwie             | 2001     | 208    | środkowy     |
|                        | Leonardo Gabriel Sandu   | 2007     | 200    | środkowy     |

### Sezon 2024/2025
| Nr | Imię i nazwisko          | Data ur. | Wzrost | Pozycja      |
| -- | ------------------------ | -------- | ------ | ------------ |
| 2  | Alessandro Bristot       | 2005     | 194    | przyjmujący  |
| 3  | Nicola Pesaresi          | 1991     | 190    | libero       |
| 4  | Jan Kozamernik           | 1995     | 204    | środkowy     |
| 5  | Alessandro Michieletto   | 2001     | 211    | przyjmujący  |
| 6  | Riccardo Sbertoli        | 1998     | 190    | rozgrywający |
| 8  | Marco Pellacani          | 2004     | 208    | środkowy     |
| 10 | Gabriel Garcia Fernández | 1999     | 196    | atakujący    |
| 11 | Kamil Rychlicki          | 1996     | 204    | atakujący    |
| 12 | Giulio Magalini          | 2001     | 196    | przyjmujący  |
| 13 | Gabriele Laurenzano      | 2003     | 176    | libero       |
| 15 | Daniele Lavia            | 1999     | 200    | przyjmujący  |
| 22 | Bela Bartha              | 2000     | 206    | środkowy     |
| 23 | Flávio Gualberto         | 1993     | 200    | środkowy     |
| 25 | Alessandro Acquarone     | 1999     | 183    | rozgrywający |

### Sezon 2023/2024
| Nr | Imię i nazwisko                 | Data ur. | Wzrost | Pozycja      |
| -- | ------------------------------- | -------- | ------ | ------------ |
| 2  | Gabriele Nelli                  | 1993     | 210    | atakujący    |
| 3  | Wout D’Heer                     | 2001     | 203    | środkowy     |
| 4  | Jan Kozamernik                  | 1995     | 204    | środkowy     |
| 5  | Alessandro Michieletto          | 2001     | 211    | przyjmujący  |
| 6  | Riccardo Sbertoli               | 1998     | 190    | rozgrywający |
| 7  | Oreste Cavuto                   | 1996     | 196    | przyjmujący  |
| 8  | Domenico Pace                   | 2000     | 180    | libero       |
| 10 | Martin Berger                   | 2003     | 205    | środkowy     |
| 11 | Kamil Rychlicki                 | 1996     | 204    | atakujący    |
| 12 | Giulio Magalini                 | 2001     | 196    | przyjmujący  |
| 13 | Gabriele Laurenzano             | 2003     | 176    | libero       |
| 15 | Daniele Lavia                   | 1999     | 200    | przyjmujący  |
| 18 | Marko Podraščanin               | 1987     | 204    | środkowy     |
| 19 | Matthieu Garcia (od 04.03.2024) | 2000     | 184    | rozgrywający |
| 24 | Alessandro Acquarone            | 1999     | 183    | rozgrywający |

### Sezon 2022/2023
| Nr | Imię i nazwisko        | Data ur. | Wzrost | Pozycja      |
| -- | ---------------------- | -------- | ------ | ------------ |
| 1  | Matej Kazijski         | 1984     | 202    | przyjmujący  |
| 2  | Gabriele Nelli         | 1993     | 210    | atakujący    |
| 3  | Wout D’Heer            | 2001     | 203    | środkowy     |
| 4  | Donovan Džavoronok     | 1997     | 202    | przyjmujący  |
| 5  | Alessandro Michieletto | 2001     | 211    | przyjmujący  |
| 6  | Riccardo Sbertoli      | 1998     | 190    | rozgrywający |
| 7  | Oreste Cavuto          | 1996     | 196    | przyjmujący  |
| 8  | Domenico Pace          | 2000     | 180    | libero       |
| 10 | Martin Berger          | 2003     | 205    | środkowy     |
| 11 | Niccolò Depalma        | 2002     | 188    | rozgrywający |
| 13 | Gabriele Laurenzano    | 2003     | 176    | libero       |
| 15 | Daniele Lavia          | 1999     | 200    | przyjmujący  |
| 18 | Marko Podraščanin      | 1987     | 204    | środkowy     |
| 20 | Srećko Lisinac         | 1992     | 205    | środkowy     |

### Sezon 2021/2022
| Nr | Imię i nazwisko        | Data ur. | Wzrost | Pozycja      |
| -- | ---------------------- | -------- | ------ | ------------ |
| 1  | Matej Kazijski         | 1984     | 202    | przyjmujący  |
| 3  | Wout D’Heer            | 2001     | 203    | środkowy     |
| 5  | Alessandro Michieletto | 2001     | 211    | przyjmujący  |
| 6  | Riccardo Sbertoli      | 1998     | 190    | rozgrywający |
| 7  | Oreste Cavuto          | 1996     | 196    | przyjmujący  |
| 10 | Giulio Pinali          | 1997     | 198    | atakujący    |
| 12 | Daniele Albergati      | 1993     | 200    | atakujący    |
| 15 | Daniele Lavia          | 1999     | 200    | przyjmujący  |
| 16 | Julian Zenger          | 1997     | 190    | libero       |
| 18 | Marko Podraščanin      | 1987     | 204    | środkowy     |
| 20 | Srećko Lisinac         | 1992     | 205    | środkowy     |
| 22 | Lorenzo Sperotto       | 1999     | 184    | rozgrywający |
| 24 | Carlo De Angelis       | 1996     | 190    | libero       |

### Sezon 2020/2021
| Nr | Imię i nazwisko        | Data ur. | Wzrost | Pozycja      |
| -- | ---------------------- | -------- | ------ | ------------ |
| 2  | Lorenzo Cortesia       | 1999     | 198    | środkowy     |
| 3  | Andrea Argenta         | 1996     | 205    | atakujący    |
| 5  | Alessandro Michieletto | 2001     | 207    | przyjmujący  |
| 6  | Lorenzo Sperotto       | 1999     | 184    | rozgrywający |
| 7  | Salvatore Rossini      | 1986     | 185    | libero       |
| 8  | Ricardo Lucarelli      | 1992     | 196    | przyjmujący  |
| 9  | Simone Giannelli       | 1996     | 201    | rozgrywający |
| 11 | Dick Kooy              | 1987     | 202    | przyjmujący  |
| 14 | Nimir Abdel-Aziz       | 1992     | 201    | atakujący    |
| 16 | Luis Tomas Sosa        | 1995     | 196    | przyjmujący  |
| 18 | Marko Podraščanin      | 1987     | 204    | środkowy     |
| 20 | Srećko Lisinac         | 1992     | 205    | środkowy     |
| 24 | Carlo De Angelis       | 1996     | 190    | libero       |

### Sezon 2019/2020
| Nr | Imię i nazwisko        | Data ur. | Wzrost | Pozycja      |
| -- | ---------------------- | -------- | ------ | ------------ |
| 2  | Aaron Russell          | 1993     | 205    | przyjmujący  |
| 5  | Alessandro Michieletto | 2001     | 207    | przyjmujący  |
| 6  | Nicola Daldello        | 1983     | 184    | rozgrywający |
| 7  | Luca Vettori           | 1991     | 202    | atakujący    |
| 8  | Carlo De Angelis       | 1996     | 190    | libero       |
| 9  | Simone Giannelli       | 1996     | 201    | rozgrywający |
| 10 | Jenia Grebennikov      | 1990     | 188    | libero       |
| 11 | Davide Candellaro      | 1989     | 200    | środkowy     |
| 12 | Mitar Dzurits          | 1989     | 211    | atakujący    |
| 15 | Lorenzo Codarin        | 1996     | 200    | środkowy     |
| 16 | Luis Tomas Sosa        | 1995     | 196    | przyjmujący  |
| 18 | Klemen Čebulj          | 1992     | 202    | przyjmujący  |
| 20 | Srećko Lisinac         | 1992     | 205    | środkowy     |
| 93 | Uroš Kovačević         | 1993     | 197    | przyjmujący  |

### Sezon 2018/2019
| Nr | Imię i nazwisko      | Data ur. | Wzrost | Pozycja      |
| -- | -------------------- | -------- | ------ | ------------ |
| 2  | Aaron Russell        | 1993     | 205    | przyjmujący  |
| 3  | Maarten Van Garderen | 1990     | 200    | przyjmujący  |
| 4  | Gabriele Nelli       | 1993     | 205    | atakujący    |
| 5  | Oreste Cavuto        | 1996     | 196    | przyjmujący  |
| 6  | Nicola Daldello      | 1983     | 184    | rozgrywający |
| 7  | Luca Vettori         | 1991     | 200    | atakujący    |
| 8  | Carlo De Angelis     | 1996     | 190    | libero       |
| 9  | Simone Giannelli     | 1996     | 200    | rozgrywający |
| 10 | Jenia Grebennikov    | 1990     | 188    | libero       |
| 11 | Davide Candellaro    | 1989     | 200    | środkowy     |
| 15 | Lorenzo Codarin      | 1996     | 200    | środkowy     |
| 20 | Srećko Lisinac       | 1992     | 205    | środkowy     |
| 93 | Uroš Kovačević       | 1993     | 197    | przyjmujący  |

### Sezon 2017/2018
| Nr | Imię i nazwisko     | Data ur. | Wzrost | Pozycja      |
| -- | ------------------- | -------- | ------ | ------------ |
| 2  | Uroš Kovačević      | 1993     | 197    | przyjmujący  |
| 3  | Nicholas Hoag       | 1992     | 200    | przyjmujący  |
| 4  | Jan Kozamernik      | 1995     | 203    | środkowy     |
| 5  | Oreste Cavuto       | 1996     | 196    | przyjmujący  |
| 7  | Luca Vettori        | 1991     | 200    | atakujący    |
| 8  | Matteo Chiappa      | 1993     | 190    | libero       |
| 9  | Simone Giannelli    | 1996     | 200    | rozgrywający |
| 10 | Filippo Lanza       | 1991     | 194    | przyjmujący  |
| 11 | Aidan Zingel        | 1990     | 207    | środkowy     |
| 12 | Renee Teppan        | 1993     | 197    | atakujący    |
| 15 | Pier Paolo Partenio | 1993     | 197    | rozgrywający |
| 16 | Éder Carbonera      | 1983     | 204    | środkowy     |
| 17 | Daniele De Pandis   | 1984     | 184    | libero       |

### Sezon 2016/2017
| Nr | Imię i nazwisko     | Data ur. | Wzrost | Pozycja      |
| -- | ------------------- | -------- | ------ | ------------ |
| 2  | Gabriele Nelli      | 1993     | 205    | atakujący    |
| 3  | Matteo Burgsthaler  | 1981     | 198    | środkowy     |
| 4  | Oleg Antonow        | 1988     | 198    | przyjmujący  |
| 5  | Tiziano Mazzone     | 1995     | 199    | przyjmujący  |
| 6  | Alessandro Blasi    | 1992     | 190    | rozgrywający |
| 8  | Matteo Chiappa      | 1993     | 190    | libero       |
| 9  | Simone Giannelli    | 1996     | 200    | rozgrywający |
| 10 | Filippo Lanza       | 1991     | 194    | przyjmujący  |
| 11 | Sebastián Solé      | 1991     | 202    | środkowy     |
| 12 | Simon Van De Voorde | 1989     | 208    | środkowy     |
| 13 | Massimo Colaci      | 1985     | 180    | libero       |
| 14 | Jan Štokr           | 1983     | 205    | atakujący    |
| 17 | Tine Urnaut         | 1988     | 201    | przyjmujący  |
| 18 | Daniele Mazzone     | 1992     | 208    | środkowy     |

### Sezon 2015/2016
| Nr | Imię i nazwisko     | Data ur. | Wzrost | Pozycja            |
| -- | ------------------- | -------- | ------ | ------------------ |
| 1  | Matej Kazijski      | 1984     | 202    | przyjmujący        |
| 2  | Gabriele Nelli      | 1993     | 205    | atakujący          |
| 4  | Oleg Antonow        | 1988     | 198    | przyjmujący        |
| 5  | Tiziano Mazzone     | 1995     | 199    | przyjmujący        |
| 6  | Georgi Bratoew      | 1987     | 202    | rozgrywający       |
| 8  | Carlo De Angelis    | 1996     | 190    | libero             |
| 9  | Simone Giannelli    | 1996     | 200    | rozgrywający       |
| 10 | Filippo Lanza       | 1991     | 194    | przyjmujący        |
| 11 | Sebastián Solé      | 1991     | 202    | środkowy           |
| 12 | Mitar Dzurits       | 1989     | 211    | środkowy/atakujący |
| 13 | Massimo Colaci      | 1985     | 180    | libero             |
| 14 | Simon Van De Voorde | 1989     | 208    | środkowy           |
| 17 | Tine Urnaut         | 1988     | 201    | przyjmujący        |
| 18 | Daniele Mazzone     | 1992     | 208    | środkowy           |

### Sezon 2014/2015
| Nr | Imię i nazwisko    | Data ur. | Wzrost | Pozycja            |
| -- | ------------------ | -------- | ------ | ------------------ |
| 1  | Matej Kazijski     | 1984     | 202    | przyjmujący        |
| 2  | Gabriele Nelli     | 1993     | 205    | atakujący          |
| 3  | Emanuele Birarelli | 1981     | 202    | środkowy           |
| 6  | Łukasz Żygadło     | 1979     | 201    | rozgrywający       |
| 7  | Martin Nemec       | 1984     | 198    | atakujący          |
| 8  | Sebastiano Thei    | 1991     | 180    | libero             |
| 9  | Simone Giannelli   | 1996     | 200    | rozgrywający       |
| 10 | Filippo Lanza      | 1991     | 194    | przyjmujący        |
| 11 | Sebastián Solé     | 1991     | 202    | środkowy           |
| 12 | Tiziano Mazzone    | 1995     | 199    | przyjmujący        |
| 13 | Massimo Colaci     | 1985     | 180    | libero             |
| 14 | Mitar Đurić        | 1989     | 211    | środkowy/atakujący |
| 15 | Michele Fedrizzi   | 1991     | 192    | przyjmujący        |
| 17 | Matteo Burgsthaler | 1981     | 198    | środkowy           |

### Sezon 2013/2014
| Nr | Imię i nazwisko              | Data ur. | Wzrost | Pozycja      |
| -- | ---------------------------- | -------- | ------ | ------------ |
| 2  | Giacomo Sintini              | 1979     | 196    | rozgrywający |
| 3  | Emanuele Birarelli           | 1981     | 202    | środkowy     |
| 4  | Sebastián Solé               | 1991     | 202    | środkowy     |
| 6  | Alexandre Ferreira           | 1991     | 203    | przyjmujący  |
| 7  | Donald Suxho                 | 1976     | 196    | rozgrywający |
| 8  | Sebastiano Thei              | 1991     | 180    | libero       |
| 9  | Antonio De Paola             | 1988     | 192    | przyjmujący  |
| 10 | Filippo Lanza                | 1991     | 194    | przyjmujący  |
| 11 | Cwetan Sokołow               | 1989     | 205    | atakujący    |
| 12 | Dávid Szabó                  | 1990     | 202    | atakujący    |
| 13 | Massimo Colaci               | 1985     | 180    | libero       |
| 15 | Michele Fedrizzi             | 1991     | 192    | przyjmujący  |
| 16 | Simone Giannelli             | 1996     | 200    | rozgrywający |
| 17 | Matteo Burgsthaler           | 1981     | 198    | środkowy     |
| 18 | Kay van Dijk (od 21.02.2014) | 1984     | 215    | atakujący    |
|    | Alberto Polo                 | 1995     | 201    | środkowy     |

### Sezon 2012/2013
| Nr | Imię i nazwisko            | Data ur. | Wzrost | Pozycja      |
| -- | -------------------------- | -------- | ------ | ------------ |
| 1  | Matej Kazijski             | 1984     | 202    | przyjmujący  |
| 2  | Giacomo Sintini            | 1979     | 196    | rozgrywający |
| 3  | Emanuele Birarelli         | 1981     | 202    | środkowy     |
| 5  | Osmany Juantorena          | 1985     | 200    | przyjmujący  |
| 7  | Raphael Vieira de Oliveira | 1979     | 190    | rozgrywający |
| 8  | Damiano Valsecchi          | 1991     | 200    | środkowy     |
| 9  | Nikołaj Uczikow            | 1986     | 206    | atakujący    |
| 10 | Filippo Lanza              | 1991     | 194    | przyjmujący  |
| 12 | Mitar Dzurits              | 1989     | 211    | środkowy     |
| 13 | Massimo Colaci             | 1985     | 180    | libero       |
| 14 | Jan Štokr                  | 1983     | 205    | atakujący    |
| 15 | Štefan Chrtiansky          | 1989     | 207    | przyjmujący  |
| 16 | Andrea Bari                | 1980     | 185    | libero       |
| 17 | Matteo Burgsthaler         | 1981     | 198    | środkowy     |

### Sezon 2011/2012
| Nr | Imię i nazwisko            | Data ur. | Wzrost | Pozycja      |
| -- | -------------------------- | -------- | ------ | ------------ |
| 1  | Matej Kazijski             | 1984     | 202    | przyjmujący  |
| 3  | Emanuele Birarelli         | 1981     | 202    | środkowy     |
| 4  | Dore Della Lunga           | 1984     | 192    | przyjmujący  |
| 5  | Osmany Juantorena          | 1985     | 200    | przyjmujący  |
| 6  | Łukasz Żygadło             | 1979     | 201    | rozgrywający |
| 7  | Raphael Vieira de Oliveira | 1979     | 190    | rozgrywający |
| 9  | Steve Brinkman             | 1978     | 202    | środkowy     |
| 10 | Filippo Lanza              | 1991     | 194    | przyjmujący  |
| 11 | Cwetan Sokołow             | 1989     | 205    | atakujący    |
| 12 | Mitar Dzurits              | 1989     | 211    | środkowy     |
| 13 | Massimo Colaci             | 1985     | 180    | libero       |
| 14 | Jan Štokr                  | 1983     | 205    | atakujący    |
| 15 | Andrea Coali               | 1992     | 201    | środkowy     |
| 16 | Andrea Bari                | 1980     | 185    | libero       |
| 17 | Matteo Burgsthaler         | 1981     | 198    | środkowy     |

### Sezon 2010/2011
| Nr | Imię i nazwisko            | Data ur. | Wzrost | Pozycja      |
| -- | -------------------------- | -------- | ------ | ------------ |
| 1  | Matej Kazijski             | 1984     | 202    | przyjmujący  |
| 2  | Nicola Leonardi            | 1988     | 202    | środkowy     |
| 3  | Emanuele Birarelli         | 1981     | 202    | środkowy     |
| 4  | Dore Della Lunga           | 1984     | 192    | przyjmujący  |
| 5  | Osmany Juantorena          | 1985     | 200    | przyjmujący  |
| 6  | Łukasz Żygadło             | 1979     | 201    | rozgrywający |
| 7  | Raphael Vieira de Oliveira | 1979     | 190    | rozgrywający |
| 9  | Andrea Sala                | 1978     | 202    | środkowy     |
| 10 | Walentin Bratoew           | 1987     | 201    | przyjmujący  |
| 11 | Cwetan Sokołow             | 1989     | 205    | atakujący    |
| 13 | Massimo Colaci             | 1985     | 180    | libero       |
| 14 | Jan Štokr                  | 1983     | 205    | atakujący    |
| 15 | Riad Ribeiro               | 1981     | 205    | środkowy     |
| 16 | Andrea Bari                | 1980     | 185    | libero       |

### Sezon 2009/2010

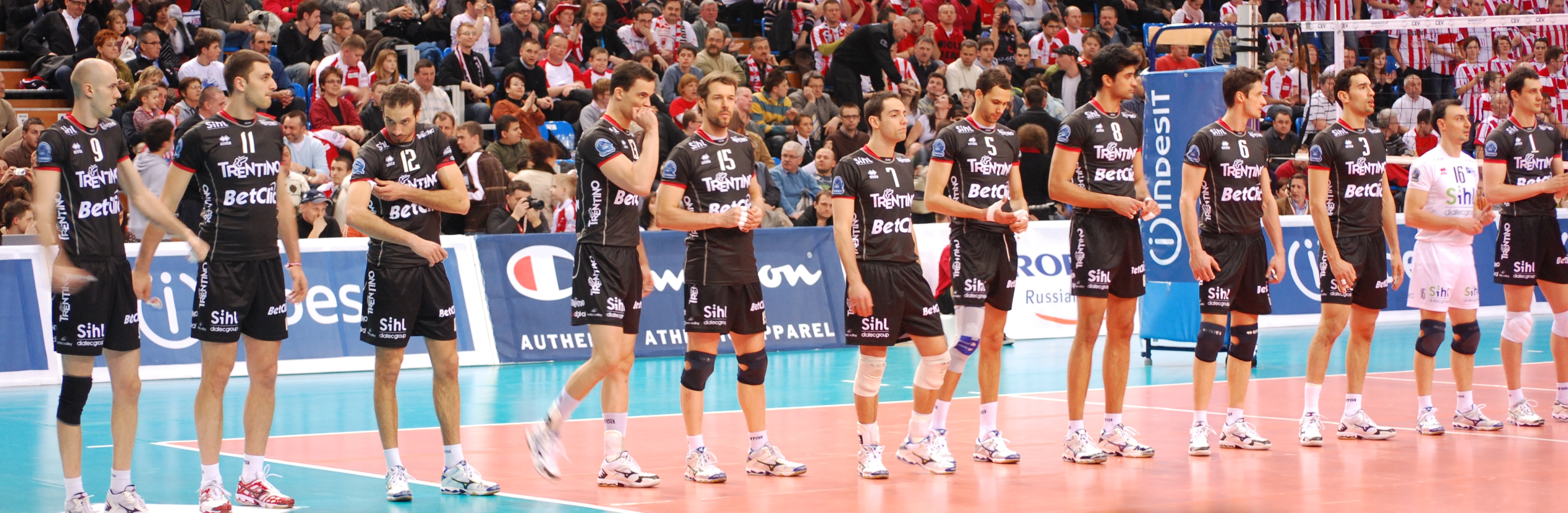
Zawodnicy Itasu Diatec Trentino w sezonie 2009/2010

| Nr | Imię i nazwisko            | Data ur. | Wzrost | Pozycja      |
| -- | -------------------------- | -------- | ------ | ------------ |
| 1  | Matej Kazijski             | 1984     | 202    | przyjmujący  |
| 2  | Lorenzo Gallosti           | 1990     | 183    | libero       |
| 3  | Emanuele Birarelli         | 1981     | 202    | środkowy     |
| 5  | Osmany Juantorena          | 1985     | 200    | przyjmujący  |
| 6  | Łukasz Żygadło             | 1979     | 201    | rozgrywający |
| 7  | Raphael Vieira de Oliveira | 1979     | 190    | rozgrywający |
| 8  | Leandro Vissotto Neves     | 1983     | 212    | atakujący    |
| 9  | Andrea Sala                | 1978     | 202    | środkowy     |
| 10 | Michele Fedrizzi           | 1991     | 192    | przyjmujący  |
| 11 | Cwetan Sokołow             | 1989     | 205    | atakujący    |
| 12 | Francesco Corsini          | 1979     | 202    | środkowy     |
| 13 | Riad Ribeiro               | 1981     | 205    | środkowy     |
| 15 | Renaud Herpe               | 1975     | 198    | przyjmujący  |
| 16 | Andrea Bari                | 1980     | 185    | libero       |

### Sezon 2008/2009
| Nr | Imię i nazwisko        | Data ur. | Wzrost | Pozycja      |
| -- | ---------------------- | -------- | ------ | ------------ |
| 1  | Matej Kazijski         | 1984     | 202    | przyjmujący  |
| 2  | Andrea Segnalini       | 1988     | 183    | libero       |
| 3  | Emanuele Birarelli     | 1981     | 202    | środkowy     |
| 6  | Łukasz Żygadło         | 1979     | 201    | rozgrywający |
| 7  | Dore Della Lunga       | 1984     | 192    | przyjmujący  |
| 8  | Leandro Vissotto Neves | 1983     | 212    | atakujący    |
| 9  | Nikola Grbić           | 1973     | 195    | rozgrywający |
| 10 | Antonio De Paola       | 1988     | 192    | przyjmujący  |
| 12 | Nicola Leonardi        | 1988     | 202    | środkowy     |
| 13 | Michał Winiarski       | 1983     | 200    | przyjmujący  |
| 15 | Riad Ribeiro           | 1981     | 205    | środkowy     |
| 16 | Andrea Bari            | 1980     | 185    | libero       |
| 17 | Krasimir Stefanow      | 1977     | 202    | atakujący    |
| 18 | Marco Cosimo Piscopo   | 1983     | 205    | środkowy     |

### Sezon 2007/2008
| Nr | Imię i nazwisko      | Data ur. | Wzrost | Pozycja      |
| -- | -------------------- | -------- | ------ | ------------ |
| 1  | Matej Kazijski       | 1984     | 202    | przyjmujący  |
| 2  | Andrea Segnalini     | 1988     | 183    | libero       |
| 3  | Emanuele Birarelli   | 1981     | 202    | środkowy     |
| 5  | Gregor Jerončič      | 1974     | 201    | środkowy     |
| 7  | Dore Della Lunga     | 1984     | 192    | przyjmujący  |
| 8  | Jakub Bednaruk       | 1976     | 188    | rozgrywający |
| 9  | Nikola Grbić         | 1973     | 195    | rozgrywający |
| 10 | Wasil Stojanow       | 1979     | 198    | przyjmujący  |
| 11 | Władimir Nikołow     | 1977     | 200    | atakujący    |
| 12 | Smilen Mljakow       | 1981     | 200    | atakujący    |
| 13 | Michał Winiarski     | 1983     | 200    | przyjmujący  |
| 16 | Andrea Bari          | 1980     | 185    | libero       |
| 18 | Marco Cosimo Piscopo | 1983     | 205    | środkowy     |